# Sporazum o pomorskom razgraničenju između Barbadosa i Francuske
Sporazum o pomorskom razgraničenju između Barbadosa i Francuske je ugovor iz 2009. između Barbadosa i Francuske koji razgraničava pomorsku granicu između Barbadosa i francuskih prekomorskih departmana Gvadalupa i Martinik. Krajnja zapadna točka prema ovomu sporazumu sastoji se od granice na tromeđi sa Svetom Lucijom prema Sporazumu o razgraničenju između Francuske i Svete Lucije i nastavlja se u smjeru sjeveroistoka.